# George Hunt
George Elwood "Shorty" Hunt, Jr. (1. august 1916 - 3. september 1999) var en amerikansk roer og olympisk guldvinder.
Hunt var med i USA's otter, der vandt guld ved OL 1936 i Berlin, den 5. amerikanske OL-guldmedalje i otteren i træk. Resten af besætningen bestod af Herbert Morris, Charles Day, Gordon Adam, John White, James McMillin, Joe Rantz, Donald Hume og styrmand Robert Moch. Samtlige otte roere var studerende ved University of Washington. Der deltog i alt 14 både i konkurrencen, hvor amerikanerne sikrede sig guldet foran Italien og Tyskland, der vandt henholdsvis sølv og bronze. Det var de eneste olympiske lege Hunt deltog i.

## OL-medaljer
- 1936:  Guld i otter